# Slavko Kvaternik
Slavko Kvaternik (ur. 1878 w Zagrzebiu, zm. 7 czerwca 1947 tamże) – chorwacki działacz polityczny, jeden z przywódców ruchu ustaszy, minister obrony i naczelny dowódca Chorwackich Sił Zbrojnych podczas II wojny światowej, odpowiedzialny za masowe mordy na Żydach, Serbach, Romach i antyfaszystowskich Chorwatach, twórca obozów koncentracyjnych wzorowanych na nazistowskich obozach śmierci.

## Życiorys
Ukończył akademię wojskową, a następnie służył jako oficer sztabowy w armii austro-węgierskiej. Brał udział w I wojnie światowej; był adiutantem marszałka polowego Svetozara Boroevicia von Bojna w stopniu podpułkownika. Został odznaczony Żelaznym Krzyżem 1 klasy. Po zakończeniu działań wojennych 11 listopada 1918 r., wstąpił do nowo formowanych sił zbrojnych Narodowej Rady Słoweńców, Chorwatów i Serbów, zostając ich szefem sztabu w stopniu pułkownika. Pod koniec 1918 r. z powodzeniem dowodził chorwackimi oddziałami w rejonie Međimurje, wyrzucając stamtąd okupacyjne wojska węgierskie. W 1921 r. odszedł z armii jugosłowiańskiej w stan spoczynku. Zaangażował się wówczas w działalność polityczną w Partii Prawa, a następnie ruchu ustaszy.
Po agresji Niemiec na Jugosławię, 10 kwietnia 1941 r. oficjalnie proklamował w Zagrzebiu powstanie Niepodległego Państwa Chorwackiego (NDH) i utworzył tymczasowy rząd. Następnie objął stanowisko ministra armii i jednocześnie głównodowodzącego Chorwackimi Siłami Zbrojnymi w stopniu marszałka. Był odznaczony Wojskowym Orderem Żelaznej Koniczyny 1 klasy, otrzymując także honorowy tytuł vitez (rycerz). Przybierający na sile konflikt z poglavnikiem Ante Paveliciem doprowadził do usunięcia go 4 stycznia 1943 r. z dotychczasowych stanowisk. Przeniósł się wówczas do Styrii. Wiosną tego roku wyjechał do Simmering, a pod koniec wojny do Bad Gastein, gdzie został aresztowany przez Amerykanów. We wrześniu 1946 r. przekazano go władzom jugosłowiańskim. Po procesie i skazaniu na karę śmierci został rozstrzelany 13 czerwca 1947 r.
Jego syn Dido Kvaternik także był członkiem ruchu ustaszy.